# Wonnarua
Les Wonnarua («gens des collines et des plaines») sont un peuple aborigène unis par de forts liens de parenté et qui ont survécu en groupes familiaux ou en clans dispersés le long de l'intérieur des terres de ce qui est maintenant connu sous le nom de la vallée Hunter sur la côte est de la Nouvelle-Galles du Sud en Australie. Leur esprit créateur est Baiame, également connu sous le nom de Koin, le créateur de toutes choses et le gardien de la vallée ,.

## Langue
L'origine de la langue wonnarua n'est pas claire ; cependant, les linguistes regroupent des dialectes étroitement liés sous la description « langue de la rivière Hunter/lac Macquarie » (HRLM). Ce terme désigne la situation géographique des dialectes étroitement plutôt que le nom du groupe linguistique. L'aire linguistique HRLM s'étend du nord de l'aire linguistique Hawkesbury – MacDonald River (HMR) et au sud de l'aire linguistique Lower North Coast (LNC). Les localisations géographiques exactes des groupes linguistiques sont, à ce stade, spéculatives.
Elle est considérée comme la première langue autochtone à avoir été parlé par un non autochtone, le révérend Lancelot Threlkeld qui était missionnaire dans la région.

## Territoire
Le territoire traditionnel wonnarua, estimé à une superficie de plus 5 000 km2  , s'étend du cours supérieur du fleuve Hunter en amont de Maitland, à l'ouest jusqu'à la Cordillère australienne, en direction de Wollombi.  Le territoire wonnarua est bordé au nord par le territoire du  peuple Geawegal, au nord-est par celui du peuple Worimi, au sud-est par celui du peuple Awabakal, au sud par celui du peulple Darkinung et enfin à l'ouest par celui dupeuple Wiradjuri. Les Wonnarua entretenaient également des liens commerciaux et cérémoniels avec le peuple Kamilaroi.

## Population
Au moment des premiers contacts avec les missionnaires et colons blancs, la population wonnarua est estimée à environ 500 personnes.

## Personnalités wonnaruas notables
- Galmahra (en) également connu sous le nom de Jackey Jackey (vers 1833-1854) : guide et compagnon de l'explorateur Edmund Kennedy.
- Charles Frederick Maynard (en) (1879-1946) : activiste aborigène australien qui milite en faveur des droits fonciers, de la citoyenneté et de l'égalité des droits pour les aborigènes australiens.